# Vụ đắm tàu RMS Titanic
Vụ đắm tàu RMS Titanic là một vụ tai nạn hàng hải xảy ra vào nửa đêm ngày Chủ nhật, 14 tháng 4 năm 1912, cho đến rạng sáng ngày hôm sau, Thứ Hai, 15 tháng 4 năm 1912. Đó là khoảng thời gian mà con tàu Titanic bị chìm, trở thành một trong những thảm họa nghiêm trọng nhất lịch sử. 
Trước khi chìm, tàu Titanic đã đi được xấp xỉ hai phần ba quãng đường từ Southamton, Anh đến New York, Mỹ qua Đại Tây Dương sau khi rời Queenstown, Ireland, vào ngày 11 tháng 4 năm 1912.
Vào lúc 23:40 phút trong đêm tàu chìm, Titanic đã đâm phải một tảng băng trôi và bị thủng một đoạn dài ở bên mạn phải khiến nước tràn vào rất nhiều. Hai giờ rưỡi sau, Titanic gãy đôi làm hai phần và bắt đầu chìm hẳn. Phải tới 4 giờ sáng hôm sau, tàu Carpathia mới xuất hiện và tiến hành hoạt động cứu hộ.

## 13:45 - SS Amerika cảnh báo núi băng

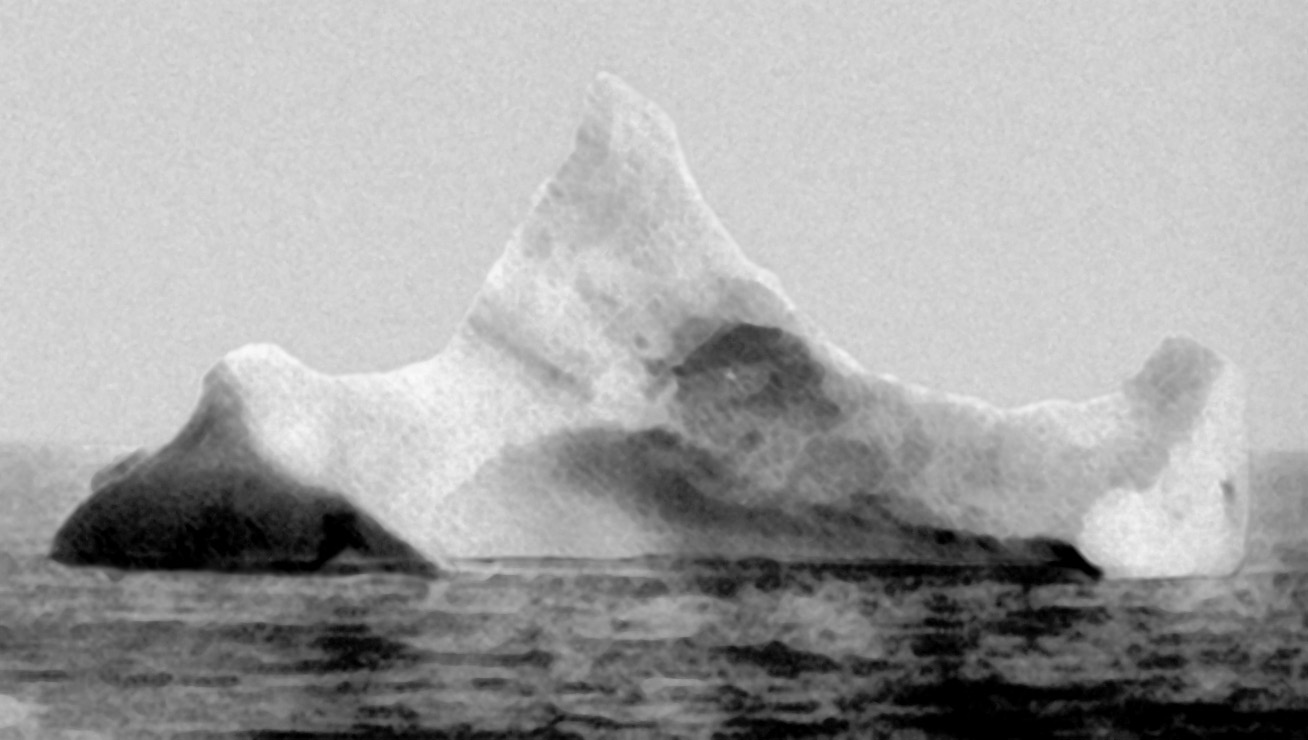
Một tảng băng được chụp bởi phi hành đoàn Prinz Adalbert vào ngày 15 tháng 4 năm 1912. Nó được cho là tảng băng trôi mà tàu Titanic va phải. Tảng băng trôi nghi đã đánh chìm tàu RMS Titanic. Tảng băng trôi này được chụp bởi người quản lý chính của tàu Prinz Adalbert vào sáng ngày 15 tháng 4 năm 1912, chỉ vài dặm về phía nam nơi con tàu "Titanic" gặp nạn. Người quản lý vẫn chưa nghe về tàu Titanic. Điều thu hút sự chú ý của anh ta là vết sơn đỏ dọc theo chân tảng băng, cho thấy nó đã va chạm với một con tàu trong vòng 12 giờ trước đó. Ảnh và thông tin này được lấy từ "UNSINKABLE" Câu chuyện đầy đủ về RMS Titanic do Daniel Allen Butler viết, Stackpole Books 1998. Các tài khoản khác cho biết có một số tảng băng trôi ở khu vực lân cận nơi TITANIC va chạm.

## 13:45[a]- SS Amerika cảnh báo núi băng
Tối Chủ nhật, 14 tháng 4, nhiệt độ hạ xuống gần mức đóng băng và biển hoàn toàn yên tĩnh. Sĩ quan hạng nhì còn sống sót Charles Lightoller sau này đã viết "biển như thủy tinh". Trời quang đãng và không trăng. Thuyền trưởng Edward Smith, có lẽ phản ứng trước những lời cảnh báo về núi băng nhận được qua điện tín trong những ngày trước đó, đã thay đổi hành trình của Titanic khoảng 10 dặm (18 km) về phía nam đường đi thông thường. Ngày Chủ nhật đó vào lúc 13:45, một tin báo từ chiếc tàu hơi nước SS Amerika cảnh báo rằng có các núi băng trôi lớn phía nam đường đi của Titanic nhưng lời cảnh báo được chuyển cho phòng Thủy văn USN và không được chuyển tiếp lên đài chỉ huy thuyền trưởng. Những cảnh báo núi băng liên tiếp được chuyển tới trong ngày hôm đó và điều này cũng là bình thường đối với khoảng thời gian này trong năm. Tối muộn hôm đó vào lúc 21:30, một báo cáo khác về rất nhiều núi băng lớn trên đường đi của Titanic được Jack Phillips và Harold Bride nhận trong phòng radio, lần này từ chiếc Mesaba, nhưng báo cáo này cũng không được chuyển tới thuyền trưởng. Dù có những cảnh báo đó, không hề có lý do về thao tác cũng như an toàn nào để phải giảm tốc độ hay thay đổi đường đi của con tàu. Titanic có ba đội gác trên "đài quan sát" và họ đổi phiên hai giờ một lần, và trong mọi hoàn cảnh đêm tối hầu như chắc rằng họ phải kịp thời quan sát thấy núi băng. Tuy nhiên, một sự tổng hợp các yếu tố đã dẫn tới thảm hoạ: trời không trăng, không gió, không Ống nhòm, và phía tối của núi băng hướng về phía con tàu, những người canh gác đã không có tác dụng gì cả. Như Lightoller đã viết trong bản điều tra của người Mỹ, "Mọi thứ đều chống lại chúng ta trong buổi tối chết chóc đó".

## 23:39 - "Núi băng, ngay phía trước!!"
Lúc 23:39 khi đang chạy phía nam Grand Banks tại Newfoundland, nhân viên gác Frederick Fleet và Reginald Lee nhận thấy một khối đen sì ở phía trước. Đó chính là núi băng trôi và con tàu đang hướng về phía nó. Họ nhanh chóng rung chuông ba lần và gọi điện thoại lên phòng thuyền trưởng. Sĩ quan hạng sáu James Moody trả lời. "Anh có ở đó không?!" Fleet hét lên. "Có, anh thấy gì đấy?" Moody trả lời. "Núi băng, ngay phía trước!" Fleet hét. "Cảm ơn" Moody bình thản và lịch sự trả lời trước khi thông báo cho Sĩ quan hạng nhất William Murdoch về tin này. Murdoch (khi ấy cũng đã nhìn thấy núi băng) ra lệnh "Hết lái sang phải" (lệnh quay bánh lái tàu hết cỡ về bên phải) trong nỗ lực quay hướng con tàu sang trái, và lùi hết cỡ về phía sau, làm đảo ngược chiều quay của chân vịt phía ngoài (tuốc bin của chân vịt trung tâm không thể quay ngược được). Sau khi tàu chìm, những thử nghiệm đổi hướng cho thấy việc đảo ngược chiều động cơ thậm chí còn làm tàu xoay trở khó khăn hơn.

Một sơ đồ thể hiện lộ trình khi Titanic va chạm với một tảng băng trôi. Màu xanh là tuyến mũi tàu và màu đỏ là tuyến đuôi.

Hình ảnh này mô tả cách tảng băng làm hư hại thân tàu RMS Titanic khiến con tàu bị chìm. Sơ đồ thân tàu (màu xám) va chạm với tảng băng (màu trắng).

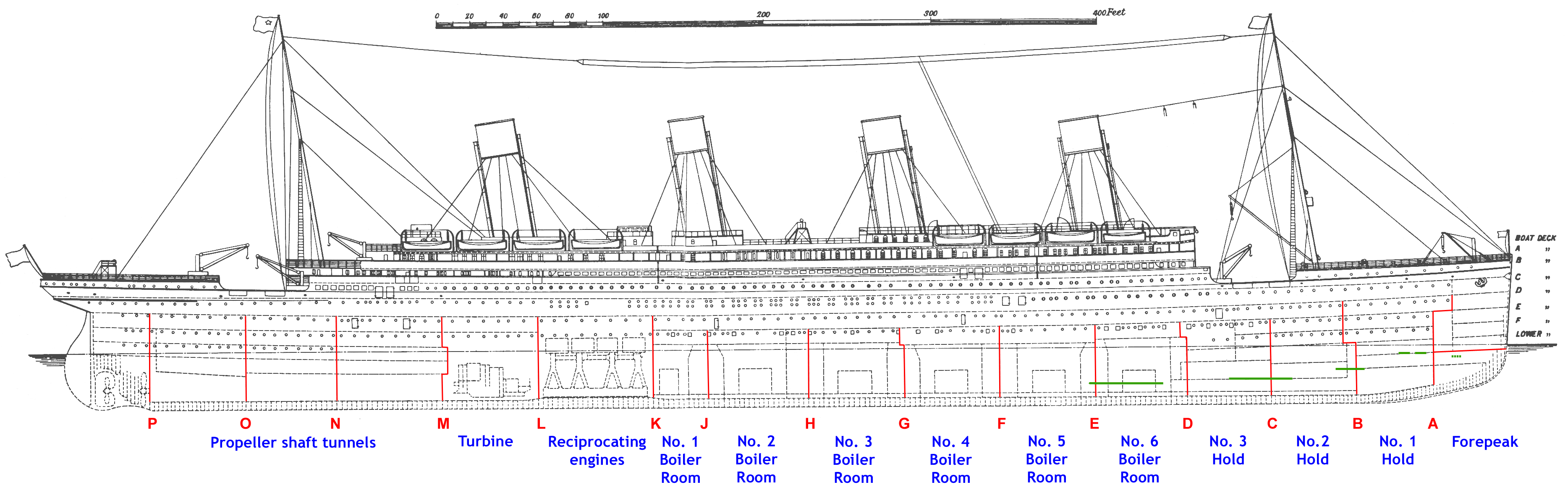
Bản vẽ Titanic với lời bình. Các khu vực màu xanh lá cây bị hư hại và khu vực động cơ dưới đáy tàu được chú thích bằng màu xanh lam. Tỷ lệ tối thiểu của thang tỷ lệ hiển thị ở trên cùng của hình là 10 feet (3,0 m) và tổng chiều dài của thang tỷ lệ là 400 feet (120 m).

Lúc 23:40, những người trên tàu chuẩn bị đón nhận vụ va chạm vì tàu đang càng lúc càng gần tảng băng trôi hơn bao giờ hết, tàu Titanic đã lách được một chút. Nhưng đã quá muộn rồi, con tàu va chạm một cú chí tử, chính xác 27 giây sau khi kíp trực thông báo về núi băng. Mạn phải tàu đâm vào núi băng, cong oằn nhiều chỗ và khiến các đinh tán phía dưới mực nước biển bắn tung ra, khiến sáu khoang bắt đầu bị tràn nước. Mọi người thường cho rằng trong, hay ngay trước, vụ va chạm Murdoch có thể đã muốn đưa ra lệnh "Hết lái sang trái" (đánh tay lái sang trái để tàu đi sang phải) có lẽ trong một nỗ lực nhằm giữ phần đuôi tàu khỏi đâm vào núi băng (điều này có thể giải thích lời bình luận của Murdoch với thuyền trưởng "Tôi đã định lái sang trái để đi vòng quanh nó"), nhưng đã quyết định trái ngược, bởi vì ông không hề ra lệnh này. Sĩ quan lái tàu Robert Hichens, người đang giữ bánh lái, và Sĩ quan hạng tư Joseph Boxhall, đang ở gần đó trong phòng thuyền trưởng, cùng cho rằng lệnh cuối cùng Murdoch nói với Hichens là "Hết lái sang phải!". Dù những chiếc bơm trong sáu khoang đó đủ sức bơm nước ra tương đương với lượng nước tràn vào, năm chiếc đã bị thủng nhiều lỗ nhỏ tổng cộng khoảng 12 food vuông (1,1 m²). Các cửa kín nước được đóng lại khi nước bắt đầu tràn vào năm khoang - nhiều hơn một khoang so với mức Titanic có thể nổi. Thuyền trưởng Smith, được thông báo về cú va chạm, ra lệnh "dừng toàn bộ" ngay khi lên tới khoang thuyền trưởng. Sau khi các sĩ quan cao cấp trên tàu là J. Hutchinson và Thomas Andrews xem xét tình hình chung và tại khoang thư khi ấy đã ngập nước một nửa, nguy cơ rõ ràng Titanic sẽ chìm và sẽ không đủ thuyền cứu sinh để cứu toàn bộ hành khách. Lúc 00:05 sáng, 25 phút sau vụ va chạm, Thuyền trưởng Smith ra lệnh chuẩn bị tất cả thuyền cứu sinh; Năm phút sau, lúc 00:10 sáng, ông ra lệnh đưa thuyền ra; Sau đó, lúc 00:25 sáng, ông ra lệnh đưa phụ nữ và trẻ em lên thuyền và hạ xuống biển. Lúc 00:50, Sĩ quan hạng tư Joseph Boxhall bắn quả pháo hiệu đầu tiên nhưng không có câu trả lời.

Hoạt hình mô tả lại cách tàu chìm

Điện báo viên của tàu Titanic vẫn tiếp tục gọi cứu viện. Mặc dù các tàu khác ở khá gần nhưng các điện báo viên trên một số con tàu khác lại đang ngủ. 
Tàu Olympic, cùng hãng White Star Line và là chị em với tàu Titanic, đã nghe thấy tín hiệu kêu cứu nhưng nó lại ở quá xa nên không thể đến giúp được.

## 0:45 - Chiếc thuyền cứu sinh đầu tiên được hạ xuống
Thuyền cứu sinh số 7 là chiếc đầu tiên được hạ xuống lúc 0:45 sáng bên phía mạn phải tàu, với chỉ 28 người bên trên trong khi sức chứa tối đa lên tới 65 người. Titanic mang theo 20 thuyền cứu sinh với sức chứa 1.178 người trong tổng số 2.208 người gồm cả hành khách và thủy thủ đoàn. 16 thuyền cứu sinh, được đánh số, và treo trên cần trục; bốn chiếc thuyền cứu sinh có thể gấp lại, đánh mã chữ, được xếp trên mái khu vực phòng sĩ quan hay trên boong phía trước và cũng được hạ bằng cần trục. Với sức chứa chỉ hơi nhỉnh hơn nửa số người có mặt trên tàu, nhưng Titanic cũng đã mang nhiều thuyền cứu sinh hơn mức yêu cầu của Phòng thương mại Anh Quốc. Ở thời điểm ấy, số lượng thuyền cứu sinh cần thiết được xác định theo tổng lượng chuyên chở của tàu, chứ không phải theo số người. Các quy định liên quan tới sức chứa của thuyền cứu sinh được sửa đổi lần cuối cùng năm 1894, khi con tàu lớn nhất mới chỉ có tổng trọng lượng 10.000 tấn, so với mức 46.328 tấn của Titanic.
Các hành khách ở khoang hạng nhất và hạng hai dễ dàng tiếp cận với các thuyền cứu sinh bằng đường hai cầu thang chính dẫn thẳng lên boong, nhưng những hành khách ở khoang hạng ba không có được may mắn ấy. Nhiều người thấy các cầu thang dẫn từ khu vực dưới con tàu lên trên rất rắc rối và vì thế khó lên được thuyền cứu sinh. Một số cửa ngăn cách khu vực hạng ba với các khu vực khác, như cửa dẫn từ đuôi lên khoang hạng hai, chắc chắn đã bị khóa lại. Trong khi đại đa số phụ nữ và trẻ em ở khoang hạng nhất và hạng hai sống sót sau vụ đắm tàu, đa số phụ nữ và trẻ em ở khoang hạng ba đã thiệt mạng. Các cánh cửa khu vực hạng ba bị khóa do nguyên nhân thông tin sai lạc giữa boong trên và boong F-G. Theo tính toán các thuyền cứu sinh với phụ nữ và trẻ em ở trên được hạ xuống từ boong chính và tiếp tục nhận thêm phụ nữ, trẻ em từ boong F-G thông qua các ô cửa. Không may thay, vì không được tập luyện, các thủy thủ đã hạ thẳng thuyền xuống nước mà không hề dừng lại.

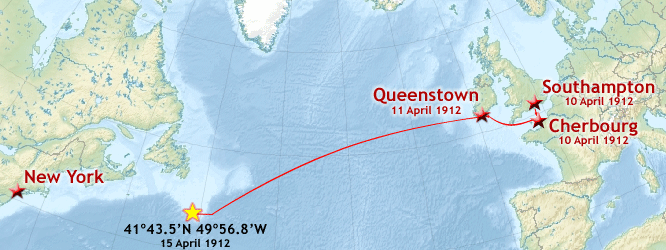
Vị trí tàu RMS Titanic bị chìm trên quãng đường từ Southampton, Anh đến New York, Mỹ

Các sĩ quan điện tín "Jack" Phillips và Harold Bride túi bụi gửi đi các tín hiệu cấp cứu. Tin gửi là "SOS-MGY, đang đắm, cần hỗ trợ khẩn cấp."
Nhiều tàu đã trả lời, gồm Mount Temple, Frankfurt và cả con tàu chị em với Titanic là Olympic, nhưng không chiếc tàu nào ở trong khoảng cách đủ gần để tới kịp thời. Olympic cách 500 hải lý. Chiếc tàu gần nhất trả lời là RMS Carpathia của Cunard Line, cách 58 hải lý (107 km) và chỉ có thể tới nơi sau bốn giờ, quá muộn đối với Titanic. Hai trạm thu sóng trên đất liền cũng nhận được các tín hiệu cấp cứu từ Titanic. Một là trạm điện tín tại Cape Race, Newfoundland, và một là trạm điện báo Marconi trên đỉnh tòa nhà Wanamaker's tại Thành phố New York. Ngay sau khi các tín hiệu cấp cứu được gửi đi, thông tin liên tục được truyền từ tàu này tới tàu khác, từ Halifax tới New York, trên khắp đất nước. Mọi người ngay lập tức đổ xô tới các văn phòng của White Star Line tại New York.
Từ trên phòng thuyền trưởng có quan sát thấy ở phía mạn phải ánh sáng của một con tàu ở khoảng cách khoảng 10-15. Vì nó không trả lời các tín hiệu điện tín, cũng không trả lời các tín hiệu pháo cấp cứu được bắn mỗi mười lăm phút một lần, sĩ quan hạng tư Boxhall và sĩ quan lái tàu George Rowe cố gắng dùng đèn đánh tín hiệu Morse để liên lạc, nhưng con tàu này không hề trả lời. Chiếc SS Californian cũng ở gần cạnh nhưng đã dừng lại trong đêm vì sợ núi băng, và các máy thu điện tín của nó đã bị tắt vì sĩ quan điều hành đã đi ngủ đêm. Máy điện tín của Titanic' đã hỏng sớm ngày hôm ấy và Phillips cùng Bride đã mất gần trọn ngày để sửa chữa. Vì thế, họ ngập trong đống điện tín chưa gửi đi. Cuối cùng, khi máy được sửa xong và thu được tín hiệu mạnh từ trạm Halifax, Phillips cho rằng đã hoàn thành công việc. Chỉ ngay trước khi ông đi ngủ lúc khoảng 11:00 tối sĩ quan điện tín trên chiếc Californian Cyril Evans đã cố gắng cảnh báo Titanic rằng có một núi băng lớn ngay phía trước, nhưng đã bị Jack Phillips mệt mỏi trả lời "Thôi đi! Im đi! Tôi đang bận! Tôi đang làm Cape Race!" Hai sĩ quan, sĩ quan hạng hai Stone và Apprentice Gibson trên tàu Californian thấy một con tàu đang tiến lại gần lúc 11:00 tối, thấy nó dừng lại và sau đó khoảng một giờ thấy nó bắt đầu bắn pháo hiệu. Họ đã thông báo cho Thuyền trưởng Stanley Lord. Những quả pháo hiệu Titanic bắn lên có màu pháo cấp cứu đối với White Star Line, nhưng vì thiếu sự đồng bộ trong các quy định hàng hải thời ấy, Thuyền trưởng Lord bối rối và không biết chúng là pháo cấp cứu. Ông nói "Tiếp tục quan sát đi" và ngủ tiếp. Thậm chí đã có nhiều tranh cãi về con tàu bí ẩn, mà các sĩ quan trực cho rằng đã bỏ đi trước khi biến mất, thủy thủ đoàn trên tàu Californian không hề đánh thức sĩ quan điện tín của mình cho mãi tới buổi sáng hôm sau.

## 2:00 - Nước ngập tới khoang trước
Ban đầu, hành khách chần chừ không muốn rời con tàu Titanic ấm áp, sáng sủa và có vẻ rất an toàn, và khi ấy cũng không hề có dấu hiệu bên ngoài cho thấy đang gặp mối nguy hiểm lớn để lên những chiếc thuyền cứu sinh nhỏ, tối và lạnh lẽo. Đây là một trong những lý do khiến nhiều chiếc thuyền bị hạ xuống trong tình trạng mới chứa một nửa khả năng: có lẽ họ đã hy vọng nhiều người có thể nhảy xuống biển và bơi ra xuồng cứu sinh. Một lý do khác cũng không kém phần quan trọng là sự không chắc chắn về tình trạng những chiếc thuyền cứu sinh; mọi người sợ rằng những chiếc thuyền có thể vỡ ra nếu chúng chứa đầy người trước khi được thả xuống biển. Thuyền trưởng Smith đã ra lệnh thả các thuyền cứu sinh mới chỉ đầy một nửa xuống với hy vọng rằng những chiếc thuyền này sẽ quay lại để cứu vớt những người còn đang nổi trên mặt nước, và một số chiếc đã nhận được lệnh như vậy. Một chiếc thuyền - số 1 - có thể chứa 40 người, rời Titanic với chỉ 12 người. Có lời đồn rằng ông bà Duff Gorden đã đút lót cho hai thủy thủ hạng nhất và năm công nhân đốt lò để đưa họ cùng 3 người đi cùng rời tàu. Tin đồn này sau đó đã bị bác bỏ. J. Bruce Ismay, chủ tịch của White Star Line, rời tàu trên chiếc thuyền cứu hộ gấp C và bị cả các cuộc điều tra của Mỹ và Anh chỉ trích vì không ở lại với tàu. Các hành khách khác, gồm cả Cha Byles và Margaret Brown, đã giúp phụ nữ và trẻ em lên thuyền cứu sinh. Brown sau đó đã bị ấn vào một chiếc thuyền, và đã sống sót. Cha Byles chết.
Khi con tàu nghiêng rõ rệt, mọi người bắt đầu lo sợ, và một số thuyền cứu sinh được hạ xuống với nhiều người hơn. "Phụ nữ và trẻ em đầu tiên" là mệnh lệnh (xem nguồn gốc của câu nói) đối với các thuyền cứu sinh. (Dù có khẩu hiệu này, theo báo cáo của Lloyd's of London thực tế tỷ lệ đàn ông ở khoang hạng nhất sống sót cao hơn phụ nữ và trẻ em ở khoang hạng ba.)
Lúc 2:05 mực nước đã lên tới đáy lan can phòng thuyền trưởng và toàn bộ thuyền cứu sinh, khiến thuyền gấp A và B vốn bị bố trí sai lầm có cơ hội được hạ thủy. Thuyền gấp D, với 44 người trong tổng số 47 chỗ là chiếc cuối cùng được cần trục hạ xuống. Tổng số chỗ trống trên các thuyền cứu sinh là 466.

## 2:05 - Chân vịt lộ ra

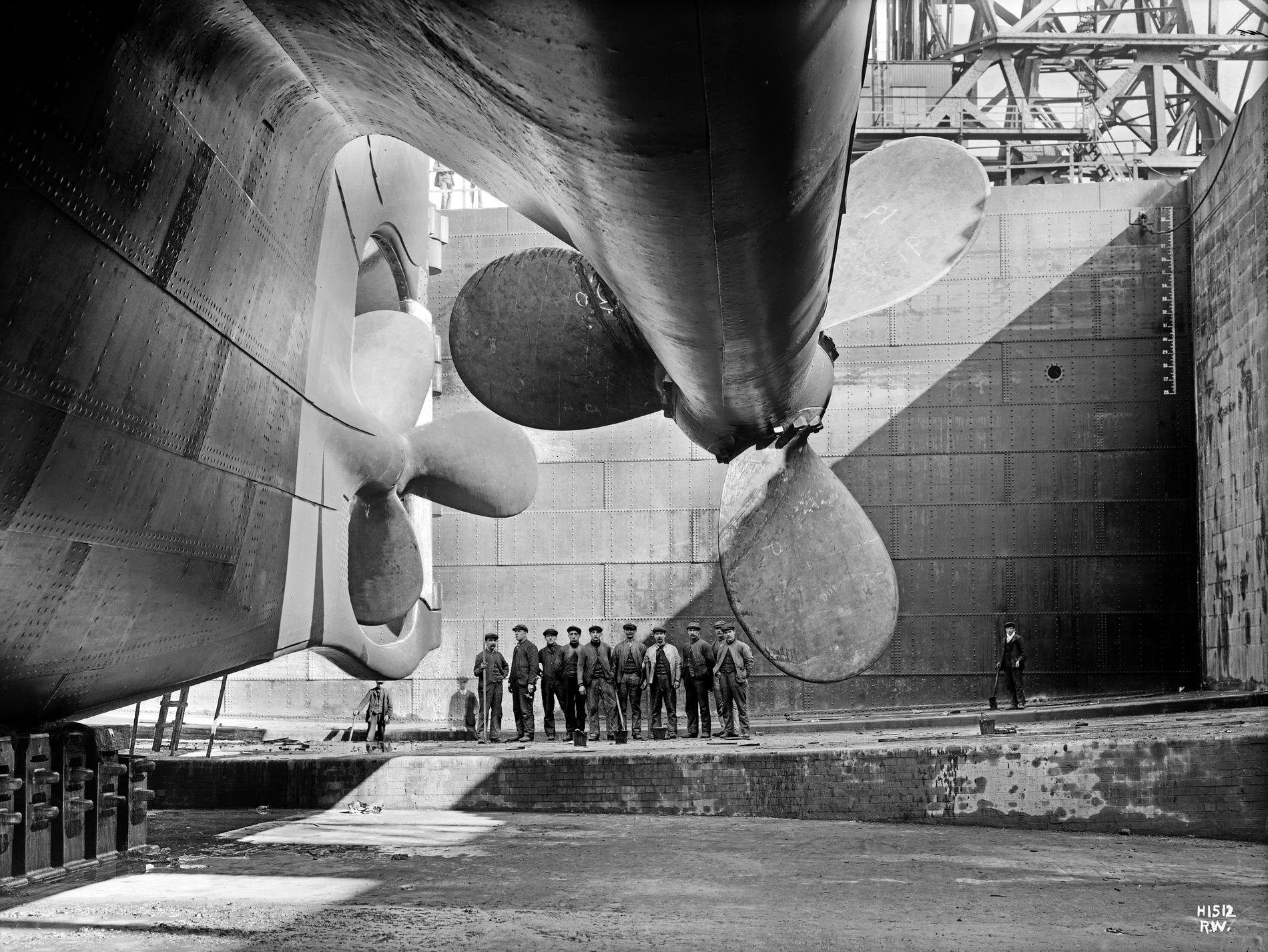
Bánh lái và các chân vịt của Titanic

Các chân vịt của con tàu bắt đầu nhô lên khỏi mặt nước; nước chầm chậm ngấm qua các cửa sập trên phòng thuyền trưởng tràn vào boong phía trước. Khi ấy Thuyền trưởng Smith cho phép hai sĩ quan điện tín Harold Bride và Jack Phillips ngừng nhiệm vụ. Bride sang phòng của họ ngay cạnh đó thu thập tiền nong, còn Phillips tiếp tục làm việc. Khi Bride quay lại, ông thấy một thợ đốt lò đang chậm rãi cởi trộm áo phao của Phillips mà Phillips cũng không hề biết. Bride túm lấy người thợ và sau đó ba người vật lộn với nhau trong căn phòng nhỏ trong vài giây. Cuối cùng Bride tóm được lưng người thợ còn Phillips đấm đến khi anh ta lăn ra ngất. Thấy nước đã tràn vào phòng, Phillips và Bride chộp lấy mũ và lao ra boong, Bride tham gia việc hạ thủy chiếc thuyền gấp B còn Phillips chạy về phía đuôi tàu.
Hai chiếc thuyền cứu sinh cuối cùng nổi lên ngay khi nước biển lạnh lẽo ngập tới: Thuyền B ở vị trí lộn ngược, còn Thuyền A bị ngập nước một nửa. Ngay sau đó, ống khói đầu tiên sụp xuống, đập bẹp một phần phòng thuyền trưởng và nhiều người đang vùng vẫy trong nước, gồm cả John Jacob Astor, Charles Williams, và Quản lý Hugh McElroy. Trên boong, mọi người chạy vội về phía đuôi hay nhảy qua tàu hy vọng bám vào được một chiếc thuyền cứu sinh. Cha Byles dùng những giây phút cuối cùng trong đời đọc lại bài kinh rosary cùng những lời cầu nguyện khác, nghe những lời xưng tội, và xá tội cho hàng chục người đang vây quanh ông. Đuôi tàu tiếp tục chầm chậm nhô lên, nghiêng cao nhất khoảng từ 16-27 độ so với mực nước biển. Lúc 2:18 sáng, nước tràn xuống làm vỡ vòm thủy tinh, hệ thống điện hỏng, và các bóng đèn, vốn vẫn đang chiếu sáng rực rỡ,nhấp nháy một lần rồi đồng loạt tắt phụt chỉ trong nháy mắt. Tất cả các nồi hơi đều bị ngập nước hoàn toàn. Ống khói thứ hai của Titanic theo sức căng trên tàu, rời ra rơi xuống nước, đập vào hàng chục người nữa dưới biển.

## 2:20 - Titanic chìm
Nhát đâm vào sườn và sức căng quá mức do nước dồn quá nhiều về một phía khiến Titanic gãy ra thành hai mảnh lớn, tại khoảng giữa ống khói thứ hai và thứ ba, và phần mũi tàu chìm ngập hoàn toàn dưới nước. Do phía đầu chìm xuống, phần đuôi vểnh lên, cho tới khi hoàn toàn thẳng đứng, đuôi tách ra và nổi trên mặt nước. Đuôi tàu bắt đầu ngập nước và chìm hẳn xuống biển cùng với phần đầu tàu. Những người ở dưới nước la hét kêu cứu nhưng chẳng mấy chốc, tiếng kêu của họ yếu dần. Những người sống sót túm tụm lại với nhau, lạnh cóng và hoảng sợ.
Công ty White Star Line đã cố gắng thuyết phục thủy thủ đoàn còn sống sót không nói rằng con tàu Titanic đã bị gãy đôi. Công ty tin rằng thông tin này sẽ gây ra những nghi ngờ về tình trạng của những con tàu khác của họ. Trên thực tế, những lực tác động vào vỏ tàu khi nó đang nghiêng trên 20 độ so với mực nước biển (mũi chìm và đuôi chổng lên trời) vượt khá xa các giới hạn thiết kế tính bền vững, và không một kỹ sư nào có thể chê trách những nhà đóng tàu về vấn đề này.
Khi con tàu chìm sâu, hai phần của nó kết thúc số phận của mình rất khác nhau. Phần đầu do có hình dáng thuôn trượt gần 2.000 feet (600m) dưới mặt nước giảm tốc độ và chạm đáy khá nhẹ nhàng. Phần đuôi rơi hầu như thẳng xuống đáy biển, có lẽ vừa chìm vừa quay, vì không khí bị kẹt bên trong trở thành những khoang kín. Nó bị hư hại nhiều khi chạm đáy với tốc độ cao; mọi thứ bên trong vì thế đều bật ra khỏi vị trí. Phần đầu đã bị núi băng đâm vỡ, chìm chậm hơn và cũng có ít không khí bên trong hơn nên còn khá nguyên vẹn.

## 3:00 - Thuyền cứu sinh cứu hộ
Khi vụ đắm tàu xảy ra, tất cả các thuyền cứu sinh đã được hạ xuống và rời đi khi mới lấy đầy 1/3 chỗ ngồi. Bà Molly Brown, hành khách nổi tiếng nhất sau thảm họa Titanic, đã yêu cầu thuyền cứu sinh số 6 quay lại khu vực đắm tàu, và cũng là chiếc thuyền duy nhất quay lại cứu thêm người. Chỉ một chiếc thuyền cứu hộ quay trở lại nơi tàu đắm để vớt những người còn sống sót. Thuyền số 4, dù không quay lại, cũng ở gần đó và vớt được tám thủy thủ, hai người sau đó đã chết. Gần một giờ sau, sau khi đã buộc bốn thuyền cứu sinh vào nhau trên biển (một nhiệm vụ khó khăn), thuyền số 4 dưới sự chỉ huy của Sĩ quan hạng năm Harold Lowe, quay trở lại tìm kiếm người còn sống và cứu được bốn người, một người sau đó đã chết. Thuyền gấp B vẫn ở tư thế lộn ngược với 30 người. Tới sáng hôm sau khi chiếc Carpathia tới, chỉ 27 người còn lại. Ở trong thuyền này có sĩ quan cao cấp nhất còn sống, Charles Lightoller, sĩ quan điện tín Harold Bride và thợ làm bánh mì, Charles Joughin. Đã có một số tranh luận trong những thuyền khác về việc quay lại cứu trợ, nhưng nhiều người sợ rằng những người còn sống sót sẽ cố trèo lên làm chìm thuyền hay thuyền sẽ bị sức hút của mảnh tàu lớn khi chìm xuống kéo theo, dù điều này rất hiếm khi xảy ra. Chỉ 10 người còn sống được đưa lên các thuyền cứu hộ.

## 4:10 - Chiếc Carpathia cứu chiếc thuyền cứu sinh đầu tiên

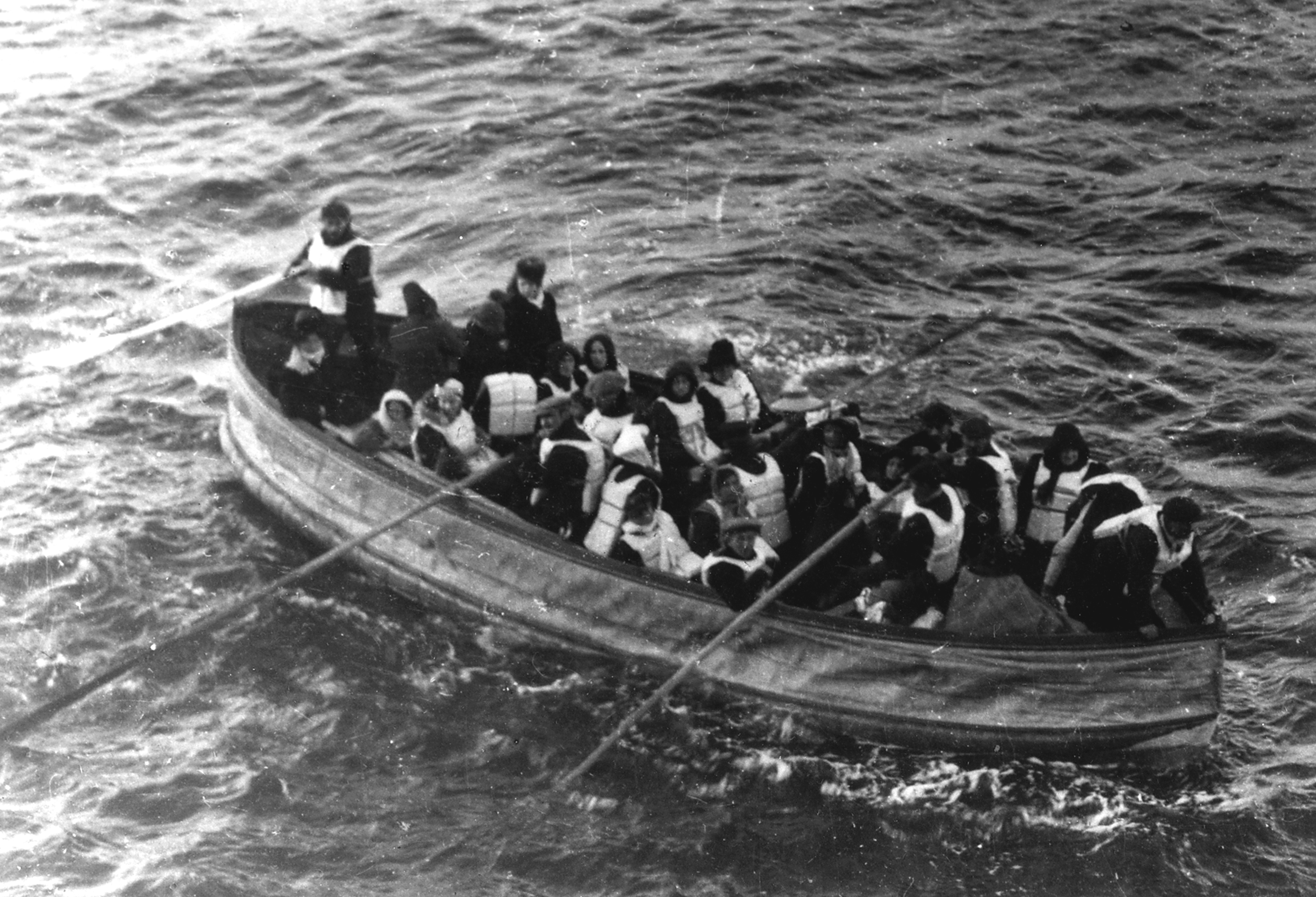
Những người sống sót trên thuyền vải bạt D, một trong bốn thuyền cứu sinh gấp củaTitanic. Chú ý hai cạnh bên bằng vải bạt.

Hai giờ sau khi Titanic đắm, chiếc RMS Carpathia, dưới sự chỉ huy của Thuyền trưởng Arthur Henry Rostron, tới nơi và kéo chiếc thuyền cứu sinh đầu tiên lên lúc 4:10. Tuy chiếc Californian ở gần hơn, sĩ quan điện tín trên đó đã ngủ suốt đêm và vì thế thủy thủ đoàn không hề biết về thảm kịch đang diễn ra chỉ cách đó vài dặm. Trong những giờ tiếp sau, những người còn sống sót tiếp tục được cứu. Trên boong tàu Carpathia, một lễ tưởng niệm cho những người thiệt mạng được tổ chức ngắn gọn, vào lúc 8:50 Carpathia tiếp tục hành trình tới New York, tới nơi ngày 18 tháng 4. Khi số lượng người thiệt mạng được xác minh, White Star Line thuê chiếc tàu MacKay-Bennett tới vớt xác các nạn nhân. Tổng số 333 xác chết cuối cùng đã được vớt lên. Nhiều xác được chuyển tới Halifax, Nova Scotia, nơi đa số các xác không có người nhận đã được chôn cất tại Nghĩa trang Fairview.
Ba chú chó của các hành khách hạng nhất cũng được cứu sống.

## Giả thuyết mới về nguyên nhân vụ đắm tàu Titanic
Tuy nhiên, Independent mới đây đưa tin, nhà báo Senan Molony – người nghiên cứu vụ đắm tàu Titanic trong suốt 30 năm qua đã tuyên bố, một đám cháy lớn bùng phát trên tàu mới là nguyên nhân chính gây ra sự cố đắm tàu này. Sau khi phân tích những bức ảnh chụp tàu Titanic trước lúc rời nhà máy đóng tàu Belfast, Molony đã phát hiện ra vệt đen dài hơn 9m dọc theo phần thân bên phải phía trước thân tàu.
Các chuyên gia cho hay, một đám cháy đã bắt đầu từ hầm chứa than đá nằm sau buồng đốt của con tàu đã tạo ra vệt đen này khi nó vẫn còn nằm trong xưởng.
Một nhóm 12 người đã cố gắng dập lửa nhưng do đám cháy quá lớn, không thể kiểm soát. Với nền nhiệt độ lên đến 1.000 độ C, phần vỏ thép thân tàu sẽ ảnh hưởng và độ cứng của lớp vỏ có thể giảm tới 75%. Lúc này, phần vỏ thép tàu sẽ giòn yếu, dễ dàng bị vỡ toạc.

## Vụ chìm tàu lặn Titan năm 2023
Tàu lặn Titan là sản phẩm của công ty du lịch mạo hiểm có trụ sở tại Hoa Kỳ OceanGate Expeditions. Từ tháng 5/2023, công ty đã công bố tour du lịch thám hiểm tàu Titanic kéo dài 8 ngày với giá 250.000 USD (gần 5,9 tỷ đồng) mỗi người. Theo OceanGate, có chưa đầy 250 người được tận mắt chứng kiến xác tàu Titanic từ trước đến nay, vì vậy những người tham gia tour không chỉ là khách du lịch phổ thông mà còn mang trong mình "sứ mệnh thám hiểm".Vào ngày 18/6/2023, trong một hành trình khám phá Titanic dưới đáy đại dương, tàu lặn đã mất liên lạc chỉ sau chưa đầy 2 giờ đồng hồ, trong tàu lúc này có 5 người, bao gồm tỷ phú người Anh Hamish Harding, người sáng lập OceanGate Stockton Rush, chuyên gia hàng hải người Pháp Paul-Henri Nargeolet, doanh nhân gốc Shahzada Dawood và con trai.Quá trình lặn của tàu ngầm Titan bắt đầu vào lúc 4h (giờ địa phương), sau đó con tàu mất liên lạc với tàu mẹ Polar Prince và được xác định là cách bờ biển của bán đảo Cape Cod khoảng 1.450 km. 8 tiếng kể từ khi Titan mất liên lạc, Lực lượng Bảo vệ Bờ biển Mỹ mới nhận được báo cáo mất tích, sự chậm trễ khiến quá trình tìm kiếm gặp nhiều thách thức.Lực lượng tuần duyên Mỹ sau đó đã điều 2 máy bay tham gia chiến dịch tìm kiếm trên mặt biển, các tàu lặn công nghệ cao cùng máy bay trang bị hệ thống định vị sóng âm cũng được điều phối để tìm kiếm dưới lòng biển. Titan là tàu lặn nghiên cứu, có thể chuyên chở khoảng 5 người. Tàu được làm bằng titan và sợi carbon, dài 6,7 mét, nặng 10.432 kg, tương đương một chiếc ô tô trung bình và có khả năng lặn ở độ sâu gần 4.000 mét. Tàu được trang bị 1 camera, đèn chiếu sáng và máy quét để khám phá môi trường xung quanh. Cửa vòm trước tàu là cửa ra vào. Tàu được điều khiển bằng điều khiển trò chơi điện tử Logitech với giá 30 đô la . Tàu Titan đã nổ tung do bị ép bẹp nát bởi môi trường khắc nghiệt dưới đáy biển .

## Chú giải
a. ^  Thời gian đưa ra là thời gian của tàu, tức giờ địa phương cho vị trí của tàu Titanic trên Đại Tây Dương. Tại thời điểm xảy ra thảm họa, Titanic đang ở khoảng một tiếng rưỡi trước EST và hai giờ sau GMT.